# Leo van Vliet
Leonardus Quirinus Machutus "Leo" van Vliet (nascido em 15 de novembro de 1955) é um ex-ciclista holandês, profissional de 1978 a 1986. Terminou em 40º na prova de estrada (individual) nos Jogos Olímpicos de 1976 em Montreal, Canadá.
O maior sucesso de Van Vliet foi o Gent-Wevelgem 1983. Também venceu a sétima etapa do Tour de France 1979. Após a sua carreira, ele se tornou o diretor do único clássico de ciclismo holandês, a Amstel Gold Race. Ele não está ligado com outro ciclista holandês da década de 1980, Teun van Vliet.

## Tour de France
- 1980 – 51º
- 1982 – 52º
- 1984 – 75º
- 1985 – 79º

## Palmarés
1976
Tour de Olympia
1977
Omloop der Kempen
Ronde van Limburg
1978
Santpoort
1979
GP de Wallonie
Hengelo
Tour de France:
Vencedor da 7ª etapa
Made
Profronde van Wateringen
Kortenhoef
1980
GP Barjac
GP Stad Vilvoorde
Hansweert
La Marseillaise
Largentière
Maarheze
Mijl van Mares
Profronde van Pijnacker
Steenwijk
Valkenburg
1982
Gouden Pijl Emmen
Kloosterzande
Petegem-aan-de-Leie
Sint-Willebrord
Profronde van Wateringen
1983
 Campeonato Nacional de Ciclismo em Pista - Corrida por Pontos
Quatro Dias de Dunquerque
Schijndel
Valkenburg
Gent-Wevelgem
Leende
1984
Dongen
Hansweert
Kortenhoef
1985
Maasland
Tiel